# 波利娜·奥西片科
波利娜·丹尼索芙娜·奥西片科（1907年10月8日—1939年5月11日），苏联烏克蘭裔女飞行员，曾5次创造国际女子飞行纪录。

## 生平
1907年生于俄罗斯帝国葉卡捷琳諾斯拉夫省新斯帕索夫卡的一个农民家庭，为第九个孩子。在基辅的教会学校接受了两年家禽饲养业教育。毕业后在苏联集体农庄养鸡场作业班长，后嫁给空军飞行员斯捷潘·戈甫雅兹，去丈夫服役地克里米亚卡恰的卡恰航空学校随军。在丈夫的支持下，奥西片科请求入校学习飞行，但被拒绝，只能在学校餐厅当外场送餐服务员。1930年伏罗希洛夫视察学校时，批准了波利娜的学飞请求。1932年加入联共（布）。1933年毕业后，在哈尔科夫的苏联空军部队担任歼击机飞行员，后升任飞行中队长。1935年与战友亚历山大·奥西片科结婚。婚后奥西片科被调到莫斯科任空军巡视员。
1937年创造3项女子飞行世界纪录：
- 驾驶水上飞机上升到9100米的高度，打破了由意大利女飞行员尼格伦保持的世界纪录。
- 驾驶同一架水上飞机创造了负载一吨爬升7000米高度的世界纪录。
- 1937年10月，与领航员玛丽娜·拉斯科娃创造女子飞行距离世界纪录，从莫斯科到阿克套 (1,444.722（897.709英里）).

1938年创造2项女子飞行世界纪录：
- 1937年7月2日，奥西片科与副驾驶维拉·罗马柯、领航员拉斯科娃一起，驾驶别利亚耶夫 MP-1（英语：Beriev MBR-2），创造了水上飞机飞行距离世界纪录：从北向南横跨国土——从塞瓦斯托波尔直飞阿尔汉格尔斯克，飞行2416公里，历时10小时。[4]
- 为打破由法国女飞行员杜波耶隆创建的4360公里不着陆飞行世界纪录，1938年9月24日8点16分至25日机长瓦莲京娜·格里佐杜波娃（英语：Valentina Grizodubova）、副驾驶奥西片科、领航员拉斯科娃，驾驶双发图波列夫 ANT-37（英语：Tupolev ANT-37）（DB-2 轰炸机）“祖国号”。莫斯科—阿穆尔河畔共青城。当晚舱内低温导致主电台和应急无线电台均失灵，失去了与地面的无线电联系。飞行至第二天机舱内的温度降至零下36度，机外温度为零下37度。由于天气条件恶劣，机组未找到共青城机场，25日10时燃油耗尽在鄂霍茨克海边的科尔比（英语：Imeni Poliny Osipenko (rural locality)））附近森林中迫降。由于机首下部的领航员玻璃座舱没有进入飞机其他舱室的通道，所处位置在迫降时容易撞毁，拉斯科娃必须在迫降前跳伞。10点32分拉斯科娃在2300米高度跳伞，落地后在泰加林无人区独自野外生存。哈巴罗夫斯克边疆区出动数万人、50架飞机搜救。8天后营救人员找到了飞机，机长与副驾驶奥西片科获救，10天后找到了靠野生浆果生存的拉斯科娃。所有三名机组人员成功获救，在密林中被转移到阿姆贡河，乘汽船到达科尔比镇（后改名为波利娜·奥西片科区的波琳娜·奥西片科镇（英语：Imeni Poliny Osipenko (rural locality)））时，全城居民在码头上欢迎。这次实际飞行6450公里(直线距离5,947 km)，历时26小时29分，超出1500公里的成绩刷新了世界纪录。1938年11月2日，机组三人获得苏联英雄称号，成为获得这一最高荣誉的第一批女性，也是战前仅有的3名女性苏联英雄。[5]

1939年3月奥西片科出席全联盟共产党（布尔什维克）第十八次代表大会。1939年五一节后，与阿纳托利·谢罗夫在一次例行飞行中遇难。安葬在克里姆林宫红墙之下。
获列宁勋章2枚，劳动红旗勋章1枚。著作：《从黑海到白海》，罗斯托夫1938年版。

## 纪念
- 1939年7月至1958年，別爾江斯克市改名为奥西片科市。
- 1939年6月10日，俄罗斯苏维埃联邦社会主义共和国最高苏维埃主席团决议，哈巴罗夫斯克边疆区下阿穆尔州科尔比区更名为波利娜·奥西片科区，区行政中心所在地科尔比镇更名为波利娜·奥西片科镇（英语：Imeni Poliny Osipenko (rural locality)）。
- 出生地新斯帕索夫卡改名为奥西片科。
- 莫斯科市中央行政区的莫斯科河畔区的一条街道以其命名，后来这条街改回原名，又在莫斯科市北行政區 (莫斯科)的霍罗绍夫区（俄语：Хорошёвский район）的一条街道以其命名。
- 阿爾馬維爾, 阿尔汉格尔斯克, 别列兹尼基, 文尼察, 维捷布斯克，大烏斯秋格, 符拉迪沃斯托克, 弗拉基米尔, 伏尔加格勒, 沃罗涅日, 維克薩, 维亚济马, 格罗德诺, 达利涅戈尔斯克, 季米特洛夫格勒, 第聂伯罗捷尔任斯克, 葉伊斯克, 斯维尔德洛夫斯克市, 叶利佐沃 ,茹科夫斯基, 伊斯梅尔, 伊尔库茨克, 伊希姆, 约什卡尔奥拉, 卡梅申, 加里宁格勒, 刻赤, 基廉斯克, 科洛姆纳, 克拉斯诺达尔, 利佩茨克, 卢甘斯克, 柳季諾沃, 马里乌波尔, 马克耶夫卡, 梅利托波爾, 明斯克, 莫斯科 (3条街道), 摩尔曼斯克, 穆罗姆, 尼科波尔, 下诺夫哥罗德, 新罗西斯克, 奥伦堡, 奥廖尔, 彼得罗巴甫洛夫斯克, 彼尔姆, 波洛茨克, 普切日, 顿河畔罗斯托夫, 雷宾斯克, 梁赞, 萨马拉, 列宁格勒, 萨兰斯克, 斯沃博德内, 謝爾吉耶夫鎮, 錫涅利尼科沃, 辛菲罗波尔, 斯摩棱斯克, 斯塔夫罗波尔, 斯图皮诺, 瑟克特夫卡爾, 坦波夫, 特维尔, 托木斯克, 图拉, 秋明, 哈尔科夫, 希姆基, 车里雅宾斯克, 赤塔, 埃利斯塔, 雅库茨克等城市以其命名街道。
- 1939年以奥西片科命名敖德萨军事航空学校、第聂伯罗彼得罗夫斯克州航空俱乐部、别尔江斯克师范学校。
- 在家乡奥西片科村，安放了其半身像。
- 别尔江斯克市有一座纪念碑。
- 梁赞州雷布諾耶區的维索科依村空难地有一座方尖碑。
- 1940年，全苏最大的葡萄种植国营农场在克里米亚以其命名。
- 阿穆尔河畔共青城的基洛夫街的一栋房子有纪念牌。1938年10月瓦莲京娜·格里佐杜波娃（英语：Valentina Grizodubova）机组在此临时居住。
- 巴尔瑙尔，铁路地区的一个广场以其命名。
- 一条货轮以其命名。
- 阿拉木图的一条街道以其命名。科克舍套有一座纪念碑。
- 1939年，奥伦堡的一座广场、一条街道以其命名。
- 1985年，金星一座陨石坑命名为奥西片科撞击坑（英语：Osipenko (crater)）（71°12′N 39°00′W / 71.2°N 39°W ，直径30km）。

## 備注
1. ↑  俄語羅馬化：Polina Denisovna Osipenko
2. ↑  烏克蘭語羅馬化：Polina Denysivna Osypenko